# Kunovice zastávka
Kunovice zastávka – przystanek kolejowy w Kunovicach, w kraju zlińskim, w Czechach. Znajduje się na wysokości 180 m n.p.m.
Na przystanku nie ma możliwości zakupu biletów, a obsługa podróżnych odbywa się w pociągiu. 

## Linie kolejowe
- 340 Brno - Uherské Hradiště